# 海登·拜爾利
海登·拜爾利（Hayden Byerly，2000年10月11日—）是美國的一位演員，出生在科羅拉多州。他自10歲開始就是一位童星，最著名的作品是在ABC家庭台電視劇福斯特中出演Jude角色。